# Yörük

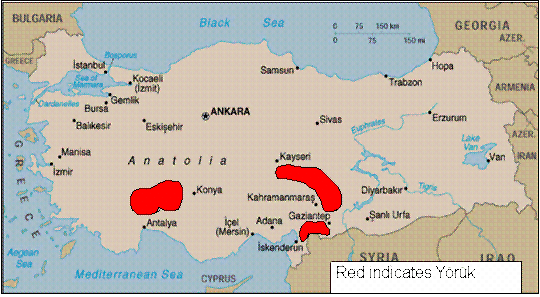
Insediamenti Yoruk in Turchia

Gli Yörük sono un gruppo etnico di origine turca. In turco la parola significa coloro che camminano. 
È un popolo storicamente nomade, discendente dei turchi Oghuz. Furono i primi turchi a colonizzare l'Europa e servirono come mercenari nell'esercito dell'Impero bizantino. Oggi sono un gruppo etnico separato stanziato prevalentemente nei Balcani (Epiro e Tracia a sud, monti Šar a nord e monti Rodopi e Dobrudja) e in alcune zone dell'Anatolia centrale. Sono anche conosciuti come produttori di tappeti particolari, i dosemealtı.